# داستان قلعه
داستان قلعه (انگلیسی: Castle Story) یک بازی ویدئویی مستقل بر پایهٔ واکسل و در سبک استراتژی هم‌زمان است؛ که توسط سئوروپود استودیو توسعه یافته و برای مایکروسافت ویندوز، اواس ده و لینوکس از طریق استیم در دسترس قرار گرفت. داستان قلعه در سپتامبر ۲۰۱۳، به صورت دسترسی زودهنگام عرضه شد و سپس نسخه کامل بازی در اوت ۲۰۱۷ منتشر شد.